# Gerhard Vynhoven
Gerhard Vynhoven (auch Vinhofen oder Venhoven) (* 14. April 1596 in Neersen; † 14. März 1674 in Düsseldorf) war ein deutscher katholischer Priester.
Vynhoven wurde auf dem Vinnhof in der Eickerheide bei Neersen geboren. Er studierte Theologie in Douai und wurde 1621 zum Priester geweiht. Von 1621 bis 1623 hatte er eine Pfarrstelle in Anrath und brach 1623 zu einer fünfjährigen Reise nach Palästina auf. 1632 wurde er Pfarrer in Osterath und wurde Rektor der Wallfahrtskapelle von Stalleiken bei Wattenscheid. 1642 wurde er (während des Dreißigjährigen Krieges) Feldkaplan bei Johann von Werth, den er 1647 dazu bewog, zum Kaiser überzutreten.
Auch nach Ende des Dreißigjährigen Krieges blieb er bis 1652 bei von Werth in Böhmen. 1651 wurde er durch die Kirche zum Prälaten ernannt. 1652 kehrte er nach Neersen zurück, wo er als Hauspriester des dortigen Freiherrn Adrian Wilhelm von Viermund die Gründung eines Minoritenklosters anregte. 
Von seinen insgesamt zwei oder drei Reisen nach Palästina hatte er Skizzen und Zeichnungen der Geburtsgrotte in Bethlehem, der Kreuzigungsgruppe und des Heiligen Grabes in Jerusalem mitgebracht und begann 1654 nahe seinem Geburtshaus mit dem Bau einer Kapelle, innerhalb derer die Geburtsgrotte in Bethlehem und des Heiligen Grabes in Jerusalem im Maßstab 1:50 nachempfunden wurden. Die Kapelle wurde 1661 fertiggestellt und ist heute als Kapelle Klein-Jerusalem bekannt.
Nach seinem Tod im Jahr wurde Vynhoven in der Kapelle beigesetzt.